# Leptochilus osmanicus
Leptochilus osmanicus är en stekelart som beskrevs av Gusenleitner 1988. Leptochilus osmanicus ingår i släktet Leptochilus och familjen Eumenidae. Inga underarter finns listade i Catalogue of Life.